# Alfred de Vigny
Alfred de Vigny (Loches, 27. ožujka 1797. – Pariz, 1863.), francuski pjesnik, grof. 
U djetinjstvu je maštao o vojničkoj karijeri. Dosađujući se u provincijalnim garnizonima, čita filozofe 18. stoljeća i piše prve stihove. Godine 1822. anonimno je izdao zbirku "Poemes", koju je poslije nadopunio novim pjesmama i pretiskavao u nekoliko navrata pod naslovom "Antičke i moderne pjensi". Uspjeh je postigao povijesnim romanom "Cinq-Mars ili jedna zavjera pod Louisom XIII.", koji je pisan u maniri W. Scotta. Godine 1827. dao je ostavku na položaj u vojsci i otada se posvetio književnosti. Počinje pisati za kazalište, a nakon 1849. povlači se na svoj posjed Maine-Giraud kraj Blanzaca. 
Svojom filozofskom poezijom znatno se razlikuje od ostalih francuskih romantičara. Njegova koncepcija svijeta u osnovi je pesimistična. Prvi u povijesti književnosti upotrebaljava riječ spleen, koja znači čemer, jad, stanje duha modernoga čovjeka. Potkraj života ipak je izrazio vjeru vjeru u pobjedu ljudske misli i duha. Njegovo poetsko djelo kvantitavno je maleno, a posebno se ističu njegove poeme "Mojsije", "Vukova smrt", "Krist na Maslinovoj gori", "Boca u moru", "Samsonov gnjev".
Djela:
- "Žena maršala d'Ancrea" ,
- "Chatterton" ,
- "Robovanje i veličina vojničkog poziva" ,
- "Dnevnik pjesnika" ,
- "Prepiska" ,
- "Daphne" ,
- "Stello" ,
- "Čisti duh" .